# 1904년 하계 올림픽 야구
1904년 하계 올림픽 야구는 미국 세인트루이스에서 진행된 1904년 하계 올림픽의 시범 종목이다. 시범 종목으로서 진행되었다는 사실 외에는 경기 진행 방식, 세부 종목, 경기 결과 등은 알려져 있지 않다.

## 참고 문헌
- (폴란드어) Pawel, Wudarski (1999). “Wyniki Igrzysk Olimpijskich”. 2008년 10월 14일에 원본 문서에서 보존된 문서. 2006년 12월 17일에 확인함.

| 올림픽 야구 |                                           |               |
|             | 1904년 하계 올림픽 야구 세인트루이스 1904 | 다음 대회     |
|             | 1904년 하계 올림픽 야구 세인트루이스 1904 | 스톡홀름 1912 |